# We Are the Pigs
We Are the Pigs este cel de-al șaselea single al trupei Suede, lansat pe 12 septembrie 1994, și primul single de pe cel de-al doilea album, Dog Man Star. A atins locul 18 în Marea Britanie.
Single-ul contrastează destul de evident cu melodiile de pe primul album, Suede, pregătind terenul pentru tonul mai întunecat pe care avea să îl aibă Dog Man Star. Sound-ul era neobișnuit pentru o trupă de britpop, și acest lucru, combinat cu plecarea lui Bernard Butler din formație, a condus la o situare destul de slabă a cântecului în topuri.
Pe acest single apare melodia „Killing of a Flashboy”, una dintre cele mai populare melodii ale formației, care avea să fie inclusă mai târziu și pe compilația Sci-Fi Lullabies.

## Lista melodiilor

### CD
1. „We Are the Pigs [edit]”
2. „Killing of a Flashboy”
3. „Whipsnade”

### 12"
1. „We Are the Pigs [edit]”
2. „Killing of a Flashboy”
3. „Whipsnade”

### Ltd. 7"
1. „We Are the Pigs [edit]”
2. „Killing of a Flashboy”

## Despre videoclip
Videoclipul (care este primul videoclip pe care Suede l-au filmat cu chitaristul Richard Oakes în componență), este regizat de David și Raphael Vital-Durand, și prezintă scene întunecate cu un grup de oameni cu fețele acoperite care dă foc la diverse obiecte, printre care mașini și cruci (ceea ce aduce aminte de Ku Klux Klan) și practică violența asupra altor oameni. Membrii Suede apar pe ecrane uriașe situate în locațiile în care se petrece acțiunea.
Videoclipul a fost interzis inițial de anumite posturi (inclusiv de MTV) ca fiind prea violent.

## Poziții în topuri
- 18 (Marea Britanie)